# Dovyalis caffra
Pommier Kei, Pommier Kau, Kayaba
Espèce
Synonymes
- Aberia caffra Hook. f. & Harvey[1]
- Aberia caffra Hook.f. & Harv.[2]
- Aberia cafra (misspelling)[1]
- Dovyalis caffra (Hook. f. & Harv.) Warb.[2]

Dovyalis caffra, le Pommier Kei, le Pommier Kau ou encore la Kayaba, est une espèce de plantes à fleurs de la famille des Salicaceae. C'est un arbre de taille petite à moyenne, originaire d'Afrique australe. Sa distribution s'étend de l'Afrique du Sud (depuis la rivière Kei, d'où dérive le nom commun), jusqu'en Tanzanie, le long de la côte orientale. Les fruits mûrs sont savoureux mais acides et rappellent une petite pomme.

## Description
Dans les bois secs, il atteint 6 m de haut alors que dans les forêts humides et ouvertes il peut atteindre 8 à 9 m. Cet arbre porte des épines de 3 à 6 cm de long à la base de ses feuilles et de grosses épines robustes. Les bourgeons, à la base des épines, produisent des grappes de feuilles ovales simples, disposées en alternance et longues de 3 à 6 cm.
Les fleurs sont discrètes, solitaires ou groupées, sans pétales. Cette espèce présente des sujets mâles et femelles (dioïque). Toutefois certains sujets femelles sont parthénogénétiques et peuvent ainsi produire des fruits sans fécondation externe.
Le fruit est une baie globuleuse jaune ou orange comestible mesurant de 2,5 à 4 cm de diamètre. Il est juteux, savoureux et très acide. Sa peau et sa chair ont une couleur uniforme et ses graines sont petites.
La production de fruits est souvent abondante, alourdissant les branches durant l'été.

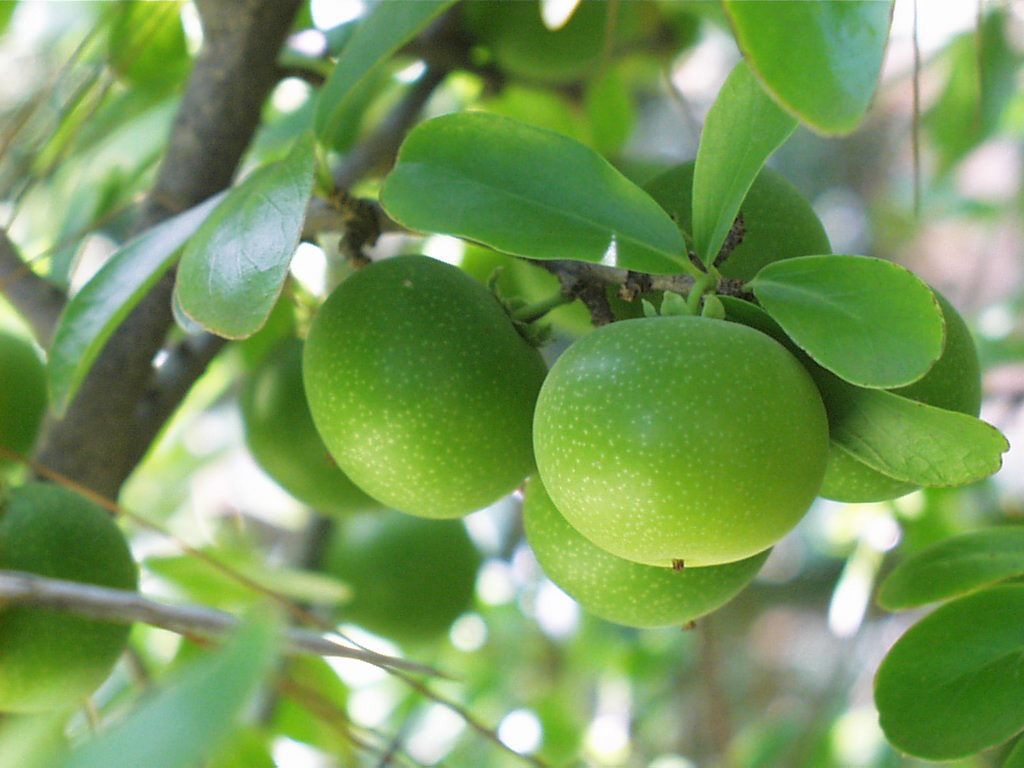
Fruits non mûrs.
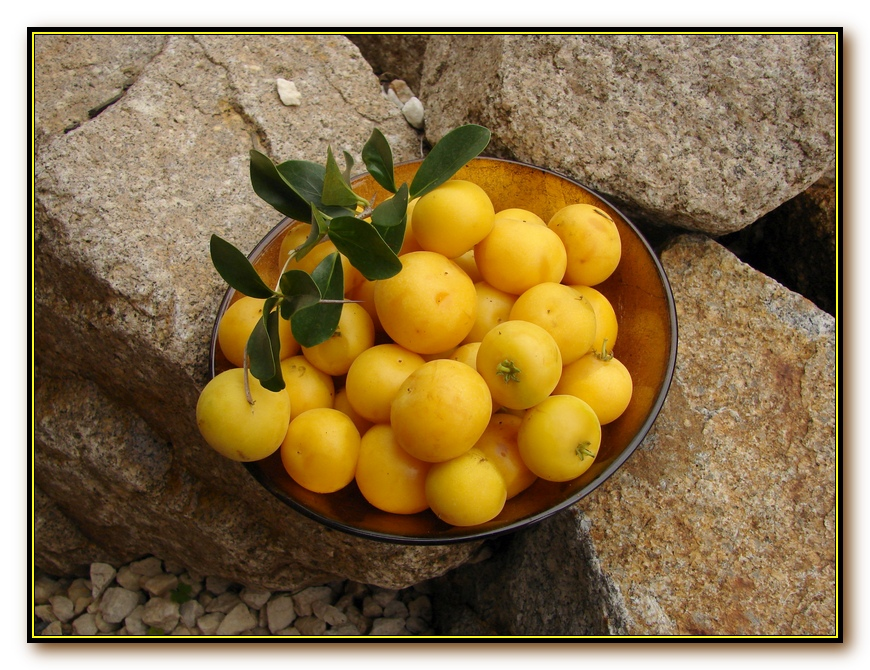
Fruits mûrs.
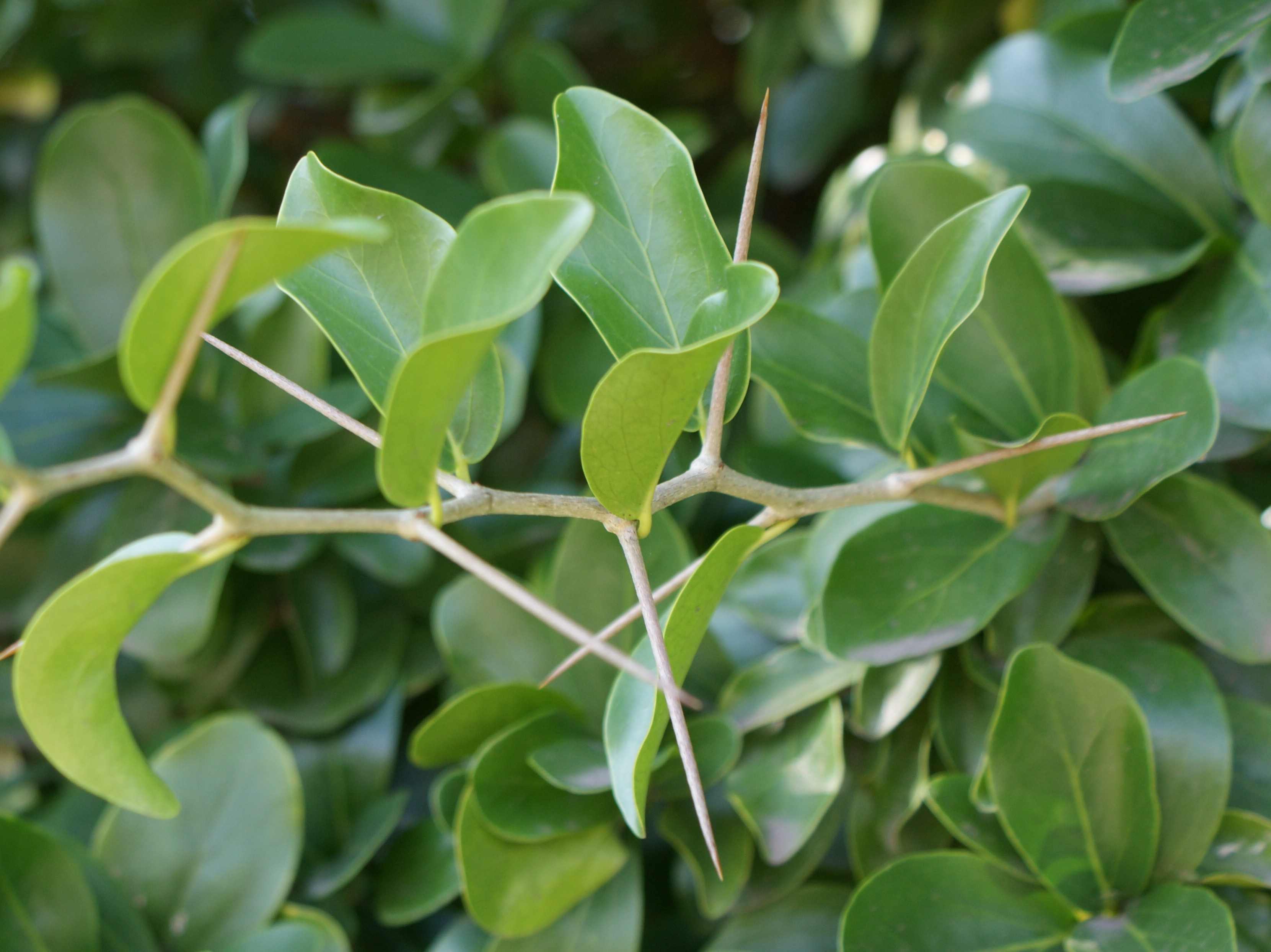
Épines.

## Culture et utilisations
Le Pommier Kei est une plante alimentaire traditionnelle dans les régions où elle se trouve, ce fruit a le potentiel d'améliorer la nutrition, de renforcer la sécurité alimentaire, de favoriser le développement rural et de soutenir la protection durable des terres.
Les pommes Kei sont souvent consommées telles quelles ou saupoudrées de sucre pour compenser leur acidité naturelle. En plus d'être consommés frais, les fruits peuvent être transformés en confiture, utilisés dans les desserts ou marinés. Dans ce dernier cas l'adjonction de vinaigre n'est pas nécessaire compte-tenu de leur acidité.
Au Kenya, le Pommier Kei est surtout utilisé pour les haies vives.
Originaire d'Afrique australe, cette espèce a également été introduite dans le bassin méditerranéen, en Californie, en Floride et dans d'autres régions au climat subtropical et tempéré chaud. Il y est généralement cultivé comme plante ornementale ou pour constituer des haies impénétrables en raison de ses fortes épines. Il est tolérant au sel et à la sécheresse, donc utile pour l'aménagement paysager côtier et/ou aride.
Bien qu'il s'agisse d'une espèce subtropicale, le Pommier Kei est capable de résister à des températures pouvant atteindre −6 °C. Les jardiniers qui veulent des fruits ont besoin d'une plante femelle ; une plante femelle fertile et une plante mâle fertile est idéale. Le Pommier Kei se multiplie par graines et porte des fruits environ quatre ans plus tard.

## Écologie
L'espèce est considérée comme envahissante en Nouvelle-Calédonie.